# 卡尔旺
卡尔旺是奥地利施蒂利亚州莱奥本县的一个市镇。总面积67.15平方公里，总人口1164人，人口密度17.3人/平方公里（2005年）。